# 洛杉磯軌道交通
洛杉矶县轨道交通（英語：Los Angeles County Metro Rail）又称：洛杉磯大眾捷運系統、洛杉矶郡城市轨道交通，通称洛杉矶地铁、洛杉磯捷運。该系统是加州洛杉磯縣地區的城市軌道交通系統。此系統擁有六條線，四條輕軌系統與兩條地下鐵路，服務101個車站。它也與洛杉矶快速公交（Metro Transitway）（G線、J線）及通勤鐵路南加州都会铁路系統連結。
洛杉磯捷運由洛杉磯縣都會運輸局（LA Metro）營運，服務始於1990年，從那之後已經經歷了幾次大量的延展，還有更進一步的延伸在興建中或計劃中。2022年，洛杉矶县轨道交通乘客量為57,299,800人次。
洛杉磯在以前有兩個鐵道系統，太平洋電力鐵路紅色列車與洛杉磯鐵路的黃色列車，營運自十九世紀末到1960年代。洛杉磯捷運承接了許多這些系統的路權，可視為它們的接替者。
有关LA Metro旗下的轨道交通及巴士线路的具体线路班次及票价信息可查询LA Metro官网 （页面存档备份，存于）。

## 當前系統
洛杉矶郡都会运输局負責維護及營運大洛杉磯地區的六條捷運路線，其路線分述如下：

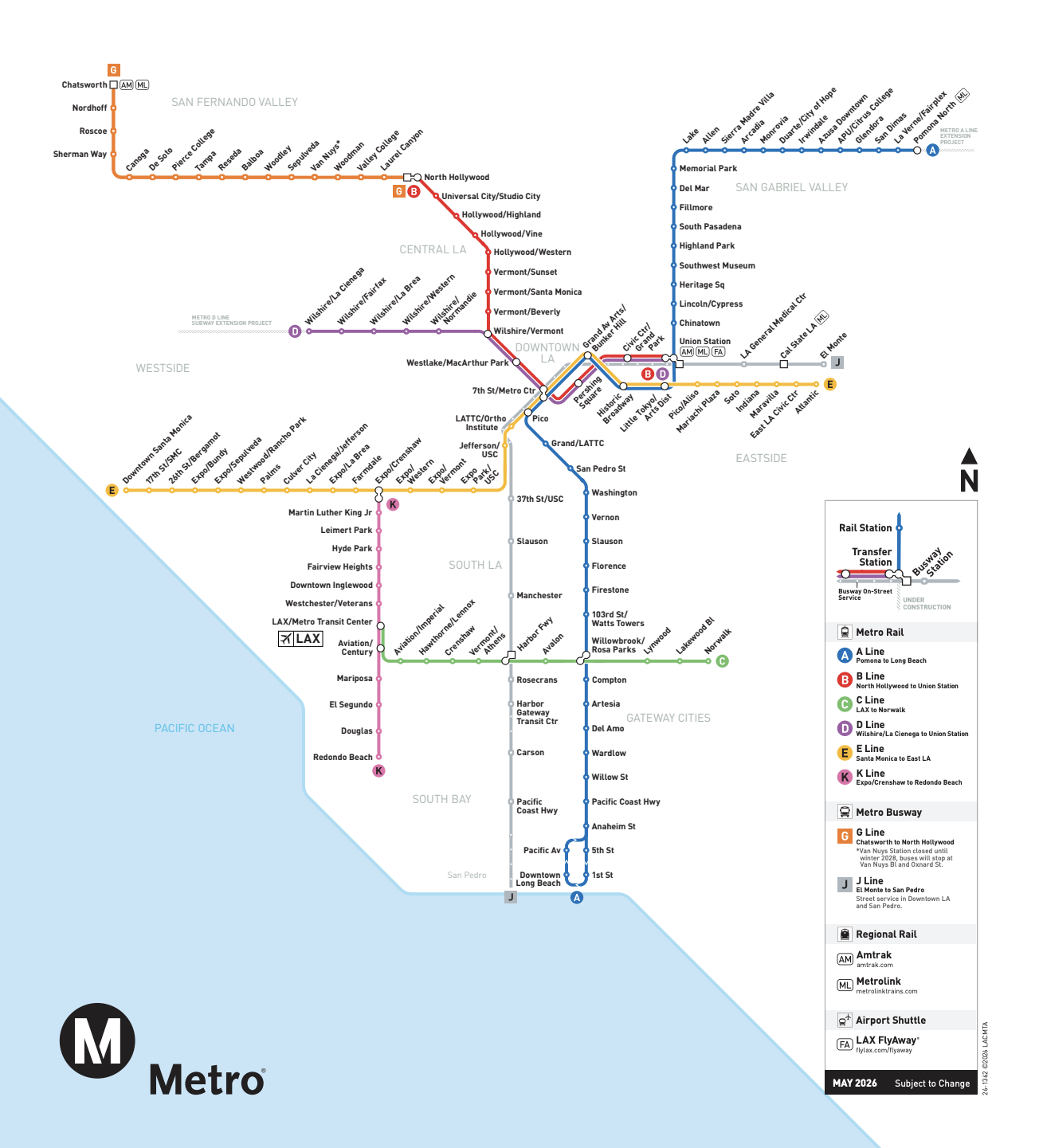
洛杉磯軌道交通线路图

| 线路          | 长度               | 车站 | 起迄站                                   | 种类 |
| ------------- | ------------------ | ---- | ---------------------------------------- | ---- |
| 洛杉磯輕軌A線 | 48.5 mi（78.1 km） | 44   | 阿蘇薩太平洋大學/柑橘學院站 长滩市中心站 | 輕軌 |
| 洛杉磯地鐵B線 | 14.7 mi（23.7 km） | 14   | 北好莱坞站 聯合車站                      | 地鐵 |
| 洛杉磯輕軌C線 | 19.3 mi（31.1 km） | 14   | 諾沃克站 雷東多海灘站                    | 輕軌 |
| 洛杉磯地鐵D線 | 6.4 mi（10.3 km）  | 8    | 聯合車站 威尔希尔／西部站                | 地鐵 |
| 洛杉磯輕軌E線 | 22 mi（35 km）     | 29   | 大西洋大道站 聖塔莫尼卡市中心站          | 輕軌 |
| 洛杉磯輕軌K線 | 5.9 mi（9.5 km）   | 7    | 博覽／克倫肖站 威斯徹斯特／退伍軍人站    | 輕軌 |

### 重軌系統

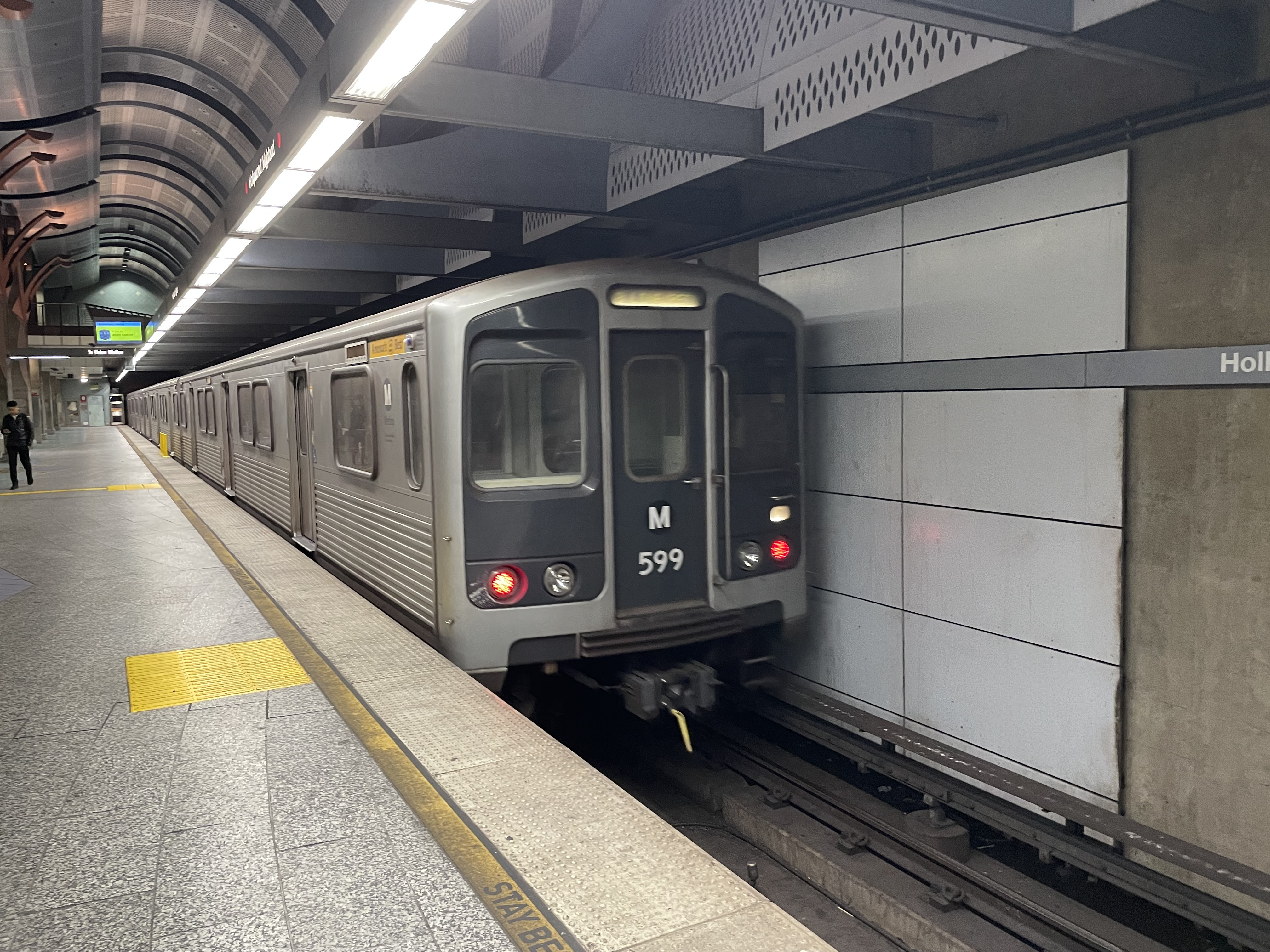
一輛B線列車駛經Hollywood/Highland車站

繼首條輕軌於1990年啟用後，首條地下鐵線（B/D線）經過七年時間建造後，亦於1993年啟用。B線現在由洛杉磯市中心，經好來塢大道前往北好來塢；紫線則沿著威爾榭大道，連接市中心和韓國城。在2006年第二季度，B線和D線的週日平均載客量總共達139,200人次。B線和D線的列車使用第三軌供電，因此無法於輕軌路線上行駛。
地下車站的建造預算内，0.5%被預留作美化車站和公共藝術用途，而所有地下車站的設計也頗為獨特。另外，因為洛杉磯鄰近斷層，地下隧道在設計時已考慮地震的因素，更能抵受高達芮氏地震規模7.5的地震。

### 輕軌系統

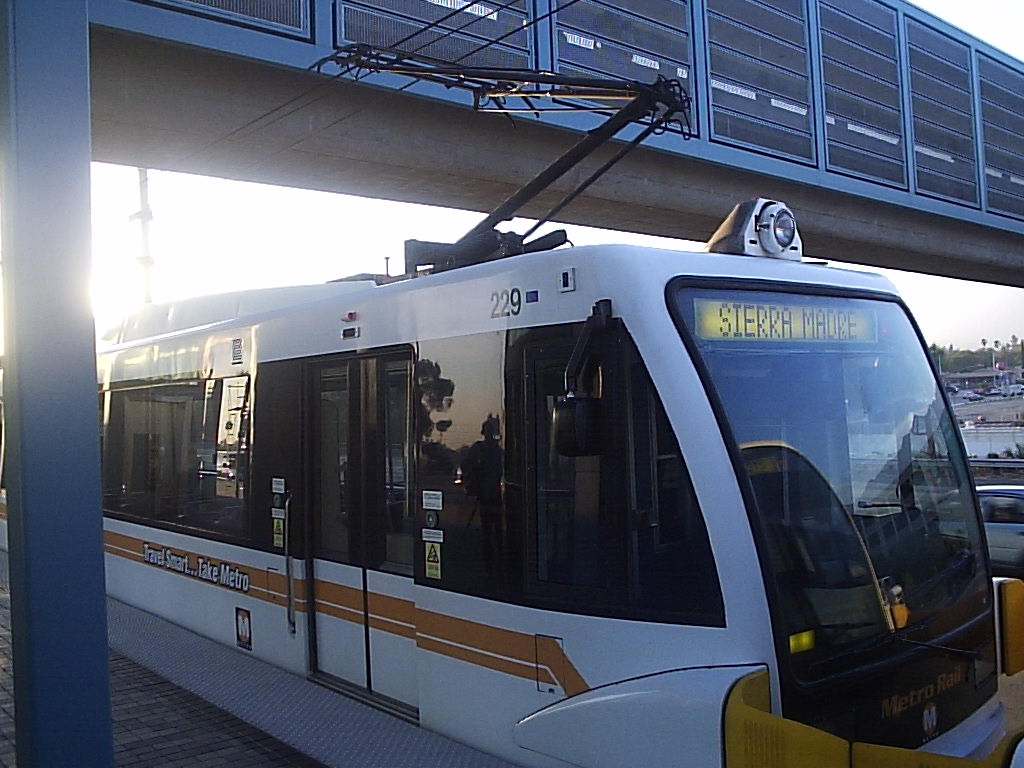
一輛A線列車抵东帕薩迪納站。

六條捷運線中，四條是輕軌線（A線，C線，E线和K線）。輕軌線列車採用架空電纜供電，因而不可与地铁共轨運行。

### 票價
洛杉磯捷運之票大多數採行榮譽制，輕軌車站之出入口，至少設有兩台自動售票機。然而，捷運警察不定期在車站抽驗。若乘客未先行購買車票，將可能面對最高美金$250之罰金與48小時之社區服務。
凭任意种类的南加州都会铁路火车票，在车票的有效使用期内可免费且无限次搭乘洛杉矶地铁和轻轨，具体规定请参阅METROLINK TRANSIT CONNECTIONS （页面存档备份，存于）。
以下之金額皆為美元（自2014年9月15日起）。
洛杉磯捷運的儲值卡稱為TAP卡，可用於搭乘洛杉磯捷運鐵路與公車，以及其他洛杉磯巴士系統，卡片售價2美元並可重複加值使用，可以於車站自動售票機買到。
| 车票类型                | 普通票 | 年長者 障礙者       | 大學生 職校生 | 學生  | 備註                                  |
| ----------------------- | ------ | ------------------- | ------------- | ----- | ------------------------------------- |
| 单程票                  | $1.75  | 離峰$0.35 尖峰$0.75 | $1.75         | $1    | 轉乘銀線與Metro Express巴士需額外收費 |
| 一日通行券              | $7     | $2.50               | -             | -     | 可使用所有服務                        |
| 七日通行券              | $25    | -                   | -             | -     | 轉乘銀線與Metro Express巴士需額外收費 |
| 30日通行券              | $100   | $20                 | $43           | $24   | 轉乘銀線與Metro Express巴士需額外收費 |
| 30日通行券+Zone 1通行券 | $122   | -                   | -             | -     | 可使用所有服務                        |
| 轉程其他巴士系統的優惠  | $0.50  | $0.25               | $0.50         | $0.50 |                                       |

### 乘客量
2022年，洛杉矶县轨道交通平均乘客量總計57,299,800人次。洛杉磯輕軌系統擁有美國輕軌系統中載客量最大的系統，2023年第一季度平均工作日乘客量總計96,300人次。此外，A線的載客量在全美輕軌路線中排行第二，僅次於波士頓的綠線（204,800人次；雖然波士頓綠線的服務範圍較廣）。
| 年   | 公交        | 地铁        | 總計        |          |
| ---- | ----------- | ----------- | ----------- | -------- |
| 2009 | 370,983,141 | 92,540,577  | 463,523,718 | n/a      |
| 2010 | 358,228,816 | 95,596,698  | 453,825,514 | ▼02.09%  |
| 2011 | 359,604,569 | 97,762,378  | 457,366,947 | ▲00.78%  |
| 2012 | 360,076,040 | 108,879,123 | 468,955,163 | ▲02.53%  |
| 2013 | 363,319,498 | 114,790,046 | 478,109,544 | ▲01.95%  |
| 2014 | 352,058,138 | 112,535,260 | 464,593,398 | ▼02.83%  |
| 2015 | 333,971,187 | 106,974,667 | 440,945,854 | ▼05.09%  |
| 2016 | 304,160,857 | 111,458,473 | 415,619,330 | ▼05.74%  |
| 2017 | 284,708,290 | 112,783,075 | 397,491,365 | ▼04.36%  |
| 2018 | 275,777,661 | 108,017,525 | 383,795,186 | ▼03.45%  |
| 2019 | 277,308,845 | 93,171,898  | 370,480,743 | ▼03.47%  |
| 2020 | 161,171,528 | 51,918,949  | 213,090,477 | ▼042.48% |
| 2021 | 179,859,174 | 47,866,883  | 227,726,057 | ▲06.87%  |
| 2022 | 197,952,375 | 57,300,995  | 255,253,370 | ▲012.09% |

## 歷史

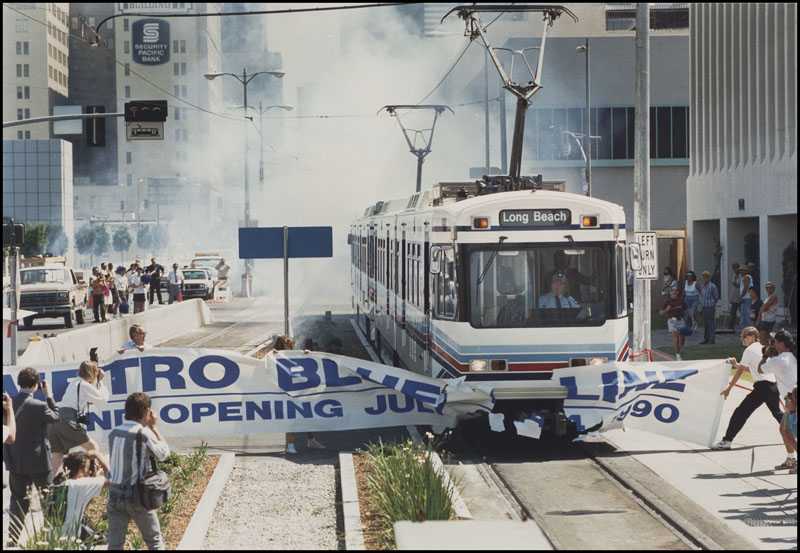
花費3.24億美元建設的藍（A）線於1990年開通。

洛杉磯曾一度擁有全球最廣泛的電車系統：太平洋電力鐵路（Pacific Electric Railway）的「紅色列車」曾於全長1770公里（1100英里）的軌道網上運行，每天提供2800班列車服務。另外，洛杉磯鐵路（Los Angeles Railway）旗下的「黃色列車」也曾於市内及外圍地區的多數主要街道上運行。兩間公司提供的鐵路服務於1930年代初期達至載客量最高峰；二戰期間的載客量也曾回升。
後來，由於汽車日漸普及，導致路面交通越來越繁忙，連帶電車的行駛速度也越來越慢。另外，從1950年代起，中產階級人士紛紛遷往市郊地帶居住。這些市郊地帶的發展密度較低，居民出入主要靠汽車代步，對外交通也主要依賴高速公路網。一系列因素帶領下，公交系統的角色漸漸被公路網絡取代。多數電力鐵路營辦商（包括太平洋電力鐵路）都紛紛把旗下的電車服務轉型為巴士服務；有些營辦商更加倒閉。
洛杉磯大都會交通運輸局後來於1958年接管縣内餘下的客運鐵路線，但這些鐵路線也於數年内陸續停駛。最後一列紅色列車和黃色列車分別於1961年和1963年停駛，為有接近90年歷史的洛杉磯電車服務劃上句號。然而，隨著都會區内的人口飆升至一千四百萬，交通擠塞問題愈見嚴重，而有關當局亦明白單靠興建高速公路並無法解決交通問題。洛杉磯縣的居民於1980年代投票，通過徵收銷售稅（每次交易徵收半美分）來集資興建鐵路網。
經過多年爭議後（其中一度考慮採用單軌技術），交通局於1980年代動工建造數條新鐵路線。捷運藍 (A) 線於1990年啟用，採用紅色列車於1961年停駛後剩下的部分路段，更標誌著鐵路公交服務重返洛杉磯。
繼首條輕軌於1990年啟用後，首條地下鐵線經過七年時間建造後，亦於1993年啟用。地下鐵系統早期由兩條支線組成，到2006年則正式一分為二：B線現在由洛杉磯市中心，經好來塢大道前往北好來塢；D線則沿著威爾榭大道，連接市中心和韓國城。隨後，LA Metro開通了另外4條輕軌線路。1995年開通C線，L線於2003年開通，2012年開通E線，2022年開通K線。
隨著連接A線和E線的區域連接線工程於2023年6月16日通車，L線北段（聯合車站-阿蘇薩太平洋大學／柑橘學院）被併入A線，南段（小東京-大西洋）被併入E線。
| 路段描述           | 開通日期       | 路線  | 端點                                       | 新站數量 | 長度 (英里) |
| ------------------ | -------------- | ----- | ------------------------------------------ | -------- | ----------- |
| 藍線初始路段       | 1990年7月14日  |       | 皮科 ↔ 安納海姆街                          | 17       | 19.1        |
| 藍線長灘迴圈       | 1990年9月1日   |       | 安納海姆街 ↔ 太平洋大道                    | 4        | 2.2         |
| 藍線到金融區       | 1991年2月15日  |       | 皮科 ↔ 第7街/大都會中心                    | 1        | 0.7         |
| 紅線 MOS-1         | 1993年1月30日  | [ b ] | 聯合車站 ↔ 西湖／麥克阿瑟公園              | 3        | 4.4         |
| 綠線               | 1995年8月12日  |       | 雷東多海灘 ↔ 諾沃克                        | 13       | 20.0        |
| 紅線 MOS-2 West    | 1996年7月13日  | [ b ] | 西湖／麥克阿瑟公園 ↔ 威爾榭／西部          | 3        | 2.0         |
| 紅線 MOS-2 North   | 1999年6月12日  |       | 威爾榭／佛蒙特 ↔ 好萊塢／藤                | 5        | 4.7         |
| 紅線 MOS-3         | 2000年6月24日  |       | 好萊塢／藤 ↔ 北好萊塢                      | 3        | 6.3         |
| 金線初始路段       | 2003年7月26日  |       | 聯合車站 ↔ 馬德雷山別墅                    | 12       | 13.7        |
| 金線東側延伸       | 2009年11月15日 |       | 聯合車站 ↔ 大西洋                          | 8        | 6.0         |
| 博覽線初始路段     | 2012年5月28日  |       | Flower/Washington路口 ↔ 拉西埃內加／傑斐遜 | 8        | 7.6         |
| 博覽線卡爾弗城延伸 | 2012年6月20日  |       | 拉西埃內加／傑斐遜 ↔ 卡爾弗城              | 2        | 1.0         |
| 金線山腳延伸       | 2016年3月5日   |       | 馬德雷山別墅 ↔ 阿蘇薩太平洋大學／柑橘學院  | 6        | 11.5        |
| 博覽線聖莫妮卡延伸 | 2016年5月20日  |       | 卡爾弗城 ↔ 聖塔莫尼卡市中心                | 7        | 6.6         |
| K線初始路段        | 2022年10月7日  |       | 博覽／克倫肖 ↔ 威斯徹斯特／退伍軍人        | 6        | 9.5         |
| 地區連接線         | 2023年6月16日  |       | 第7街/大都會中心 ↔ 小東京／藝術區          | 2        | 1.9         |
| 總計               |                |       |                                            | 101      | 113.7       |

1. ↑  Exclusively D line-portion of the route is 5.1 mi（8.2 km） in length.[1]
2. 1 2  紫線路段在1993年開始營運時為紅線的一部分。紫線直到2006年才被定為一條不同路線
3. 1 2 3 4 5  路段也包括既有站的擴張，此站不被視為新站
4. ↑  就增加的路線來說;展覽線在Flower/Washington路口到第7街／大都会中心站
5. ↑  擴張包含增設之法爾姆代爾站
6. ↑  可能因四捨五入法而與官方數字有落差

## 未來計劃

包含地區連接線的完整路網圖

### 當前優先計劃
| 路線構想    | 描述 | 興建時間 | 營運時間                                       | 進度   |                             |
| ----------- | --- | -------- | ---------------------------------------------- | ------ | --------------------------- |
| D線延伸     | 第一期沿著威爾希爾大道（Wilshire Blvd）延伸至La Cienega, 第二期途經比佛利山莊至世紀城，第三期再延伸兩站至Westwood。目前全線興建中，目標在洛杉磯主辦的2028年夏季奧運會前完工通車。                                               | 2015–26  | 2024 (第一期) / 2025 (第二期) / 2027 (第三期3) | 興建中 | [ 12 ] [ 13 ] [ 14 ] [ 15 ] |
| 機場連接線  | 與洛杉磯世界機場（LAWA）合作興建，C線與K線的洛杉磯國際機場／地鐵轉乘中心站會與機場接駁系統轉乘並連接LAX航廈。 | 2018–24  | 2025                                           | 興建中 | [ 16 ] [ 17 ] [ 18 ] [ 19 ] |
| A線山麓延伸 | 交通局現正打算利用位於圣盖博谷，原屬艾奇遜、托皮卡和聖塔菲鐵路的固有路軌，將A線北部支線的終點站從阿蘇薩延伸至聖貝納迪諾縣的蒙特克莱尔。整個延線計劃完成後 （2025），A線的總長度將超越50英里（80公里），成為網絡中最長的鐵路線。 | 2019–25  | 2025                                           | 興建中 | [ 20 ] [ 21 ] [ 22 ] [ 23 ] |

### 其他構想
民間的鐵路運輸支持者亦提出過下列建議：
- 黃線 （页面存档备份，存于）：一條連接北好來塢和洛杉磯市中心的輕軌線，沿途為伯班克，格倫代爾，銀湖（英语：Silver Lake, Los Angeles）和Echo Park（英语：Echo Park）提供捷運服務。不過，建議中的其中一段路線被伯班克市改成單車徑，減低此計劃可落實的機會。
- 銀線：一條連接好來塢和埃爾蒙特的輕軌線，途經聖基比利奧谷，南加州大學醫學院，洛杉磯縣醫院和洛杉磯市中心等。
- 海港線：主要服務海港地區（例如聖伯多祿）的居民，讓他們可以更容易換乘其它捷運路線。建議中路線採用交通局現時管理，但已棄用多年的Harbor Subdivision。[24]此路線亦會構成「洛杉磯國際機場快線」的一部分。
- C線 （林肯大道）：洛杉磯市議員Bill Rosendahl（英语：Bill Rosendahl）提議將C線沿著林肯大道進一步伸延至瑪瑞娜戴爾瑞甚至威尼斯。此外，交通局過往亦有研究將C線向東延伸至洛沃克的南加州都會鐵路通勤鐵路站。

## 外部連結
- Official Metro （页面存档备份，存于） website
- Gold Line Foothill Extension website
- Official Gold Line Eastside Extension （页面存档备份，存于） website
- History of the Metro Rail System
- Citizens For A Harbor Line （页面存档备份，存于） website
- The Transit Coalition